# إم 42 داستر
إم 42 داستر (بالإنجليزية: M42 Duster) يُطلق عليه رسميًا سلاح إم 42 عيار 40 ملم ذاتي الحركة مضاد للطائرات هو سلاح ذاتي الحركة مضاد للطائرات تم إنتاجه لدعم الجيش الأمريكي بين عاميّ 1952 و1960، وظل في الخدمة في بعض الدول حتى عام 1988.

## التاريخ
قام قسم الدبّابات في شركة جنرال موتورز الأمريكيّة بإنتاج 3,700 وحدة من هذا السلاح بين عاميّ 1952 و1960 باستخدام أجزاء من هيكل دبّابة إم 41 ووكر بلودوج الأمريكيّة. ولقد اُستخدم في عدّة حروب مثل حرب فيتنام وحرب الاستنزاف والحرب الأهلية اللبنانية. لقد تم إنتاج عدّة نسخ من السلاح حتى أُخرج من الخدمة بالولايات المتحدة في عام 1963 وتم استبداله بسلاح إم آي إم-23 هوك.

## المستخدمون

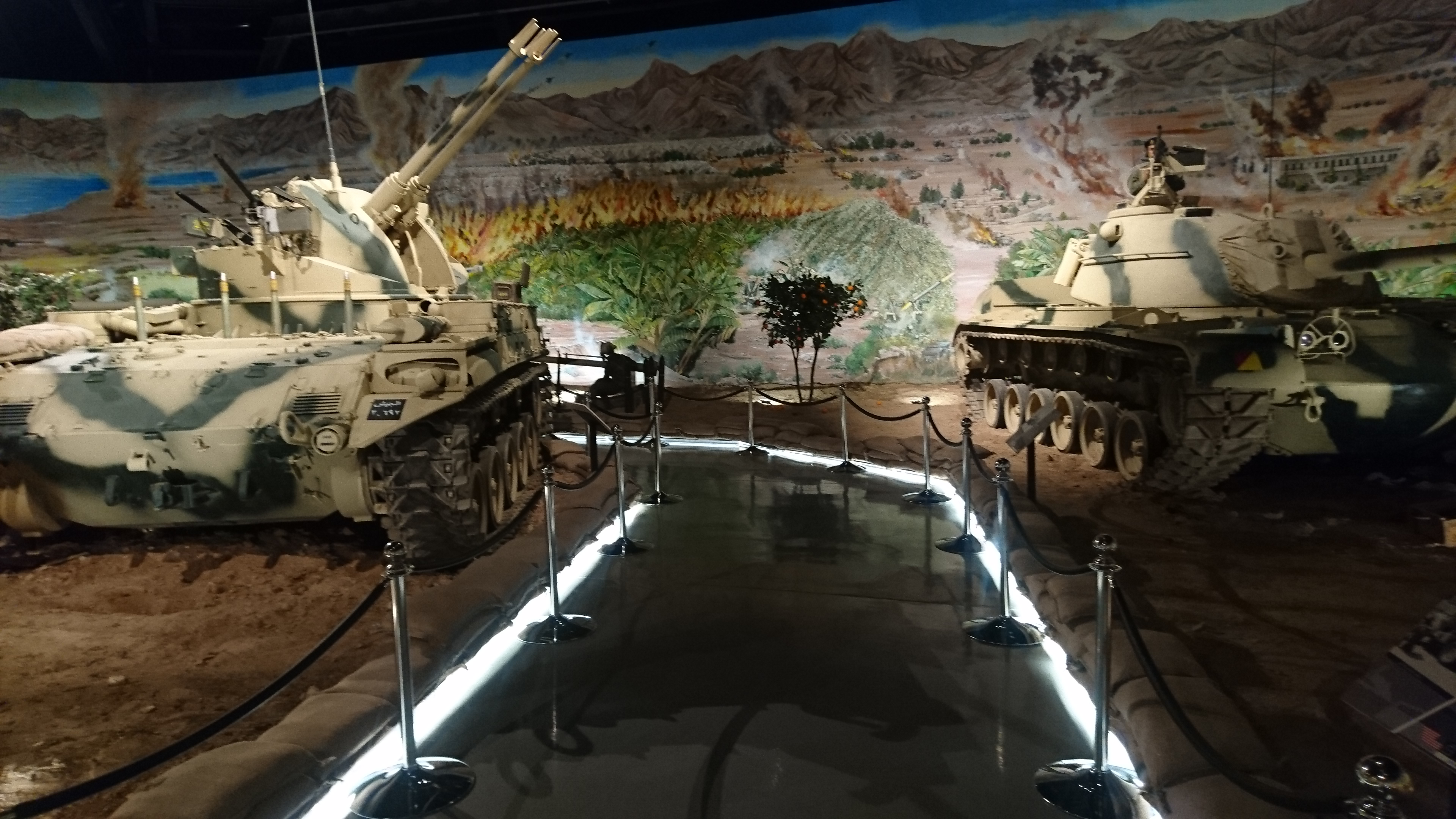
إم 42 داستر معروضة في متحف الدبابات الملكي، عمّان.

- الأردن - لقد تم إغراق مركبة مؤخرًا في مياه خليج العقبة لأغراض سياحيّة وبيئيّة.[2]
- ألمانيا
- باكستان
- تايلاند
- تايوان
- تركيا
- تونس
- فنزويلا
- لبنان - كان من أسلحة الحرب الأهلية اللبنانية.[3][4][5]
- النمسا
- الولايات المتحدة
- اليابان
- اليونان

## وصلات خارجية
- قاعدة بيانات السلاح، AFV Database (بالإنجليزية)
- معرض صور السلاح